# Монтедземоло
Монтедзе́моло (итал. Montezemolo) — коммуна в Италии, располагается в регионе Пьемонт, в провинции Кунео.
Население составляет 371 человек (2008 г.), плотность населения составляет 62 чел./км². Занимает площадь 6 км². Почтовый индекс — 12070. Телефонный код — 0174.
Покровителем коммуны почитается святой Бенедикт Нурсийский, празднование 21 марта. 
В коммуне находится исток реки Бельбо.

## Демография
Динамика населения:

## Администрация коммуны
- Официальный сайт: